# Ratusz w Trzebnicy
Ratusz w Trzebnicy - został wzniesiony w roku 1868 w stylu eklektycznym. Uszkodzony w czasie II wojny światowej, został odbudowany w latach powojennych, a ostatnio był remontowany w latach 2006-2007. Obecnie ratusz jest siedzibą Urzędu Stanu Cywilnego oraz muzeum regionalnego.

## Galeria

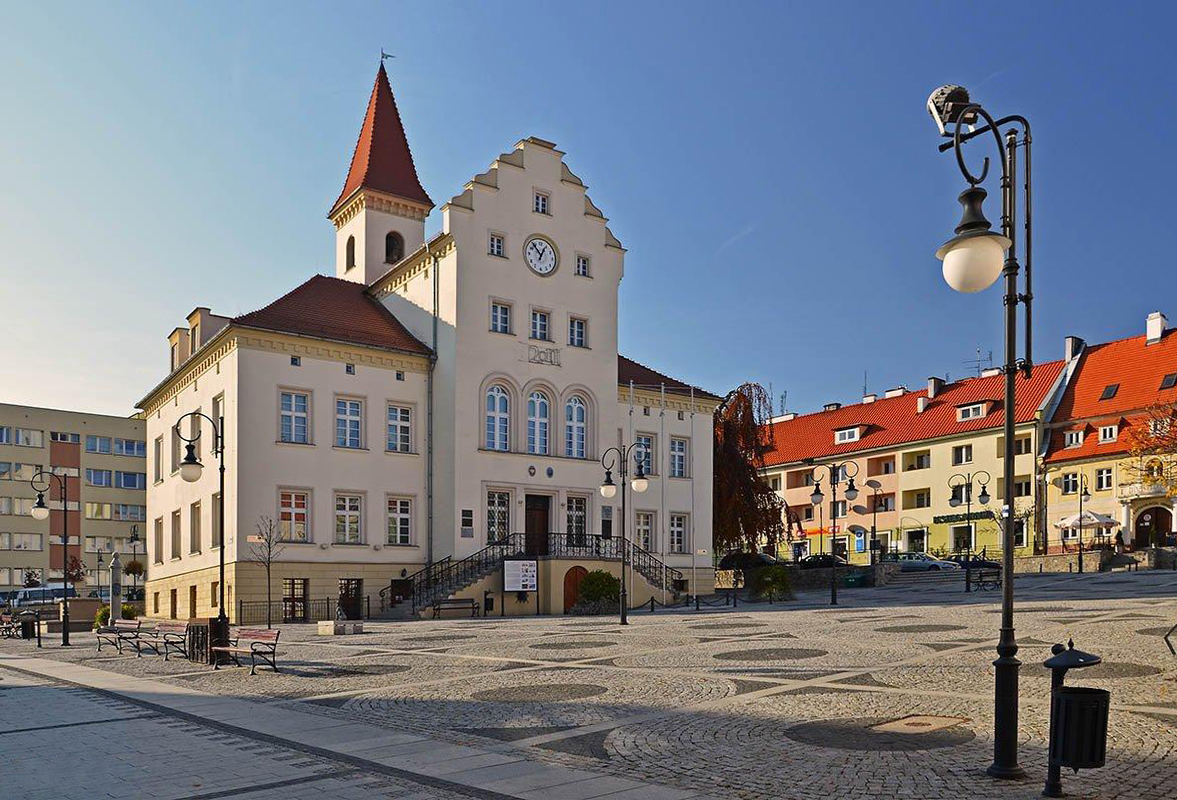
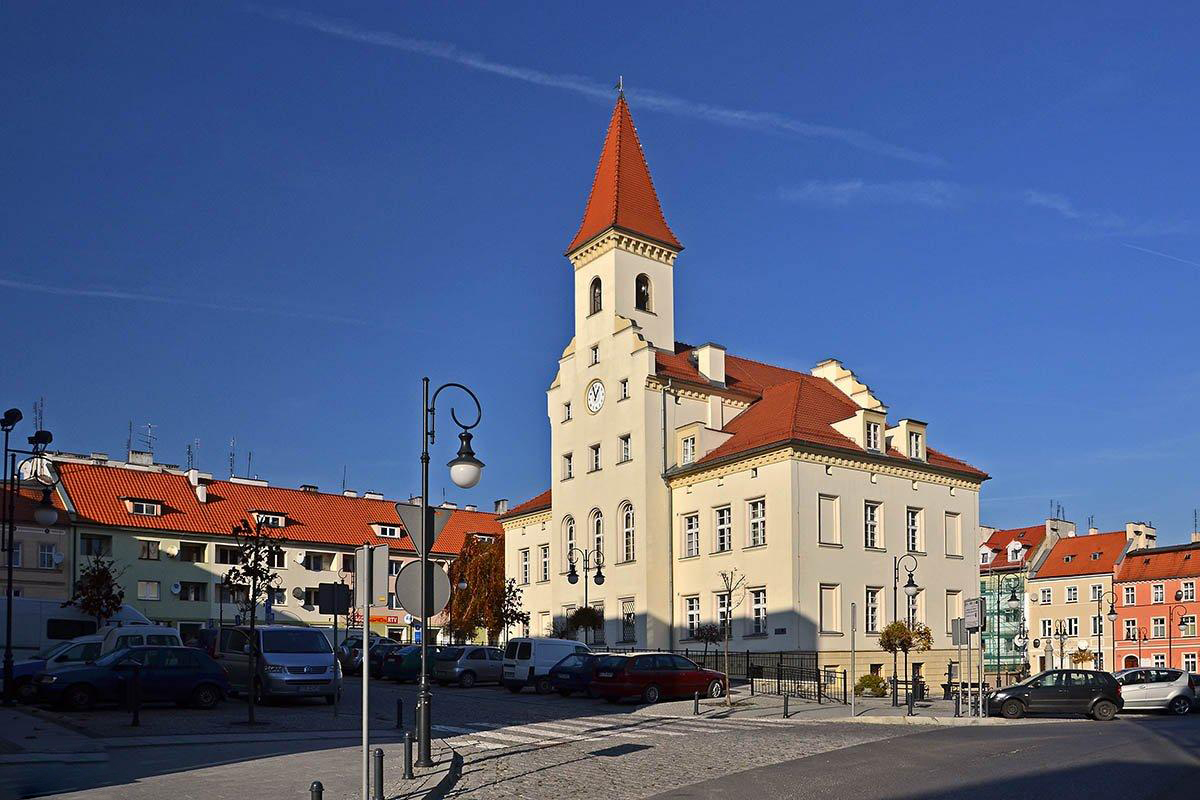
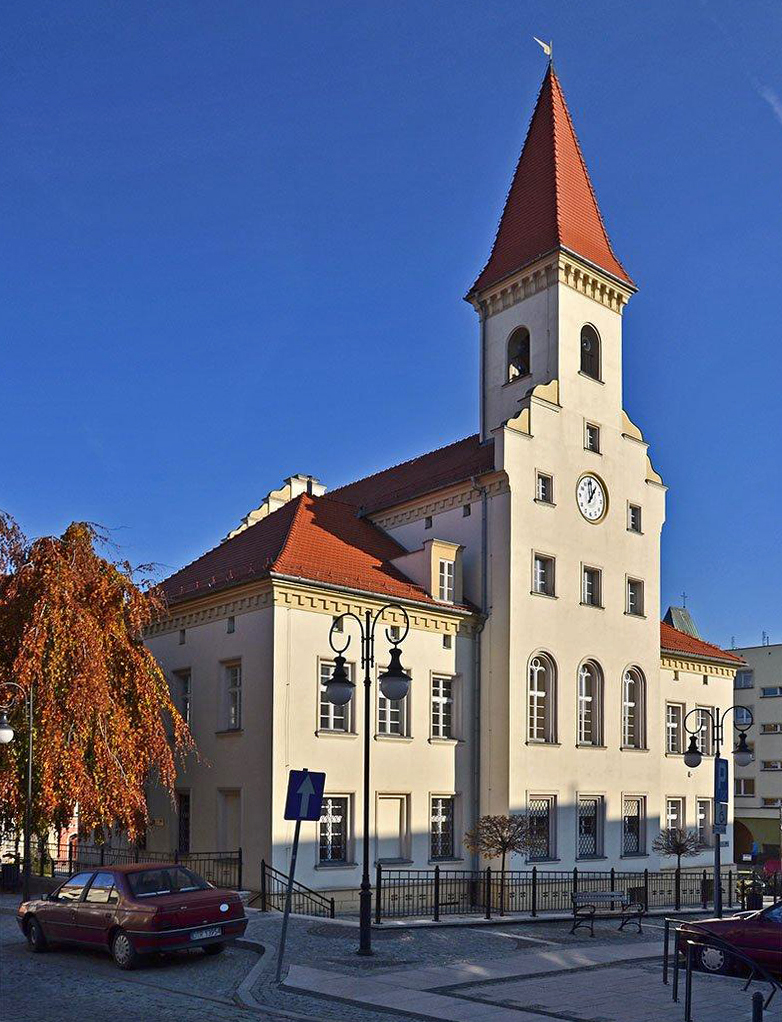
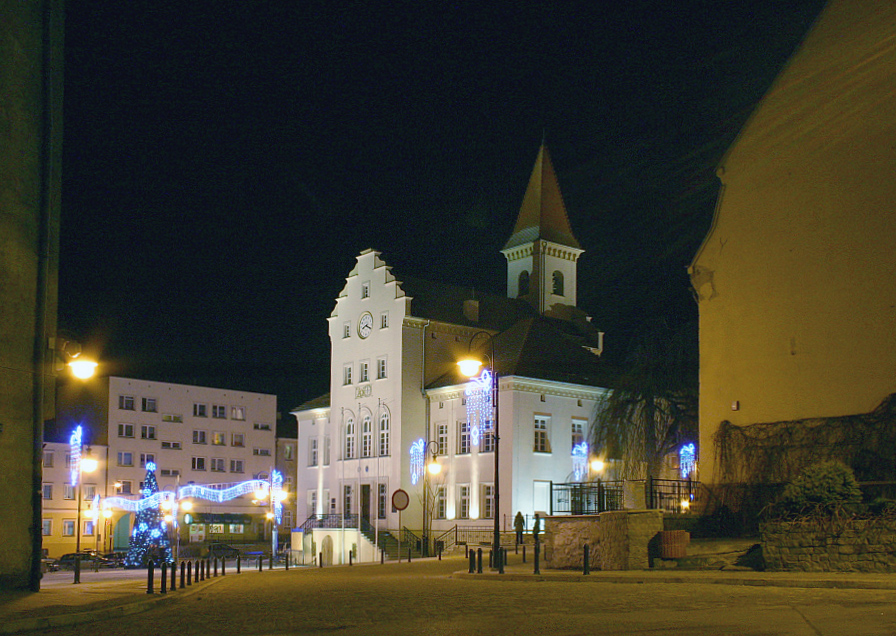

## Historia
Pierwsza siedziba władz miejskich w Trzebnicy istniała już w roku 1605. Budynek ten rozebrano w połowie XIX wieku z powodu złego stanu technicznego, a w roku 1868 wzniesiono obecny ratusz. W czasie II wojny światowej budowla została poważnie uszkodzona, a następnie odbudowana. W latach 2006–2007 ratusz został odremontowany.

## Architektura
Ratusz jest eklektyczną budynkiem wzniesionym na planie prostokąta, posiada dwie kondygnacje i nakryty jest dachem czterospadowym. Na osi wschodniej fasady znajduje się wydatny ryzalit z głównym wejściem, zakończony trójkątnym schodkowym szczytem z tarczą zegarową. Podobny szczyt jest na fasadzie zachodniej, a jego przedłużeniem jest czworoboczna wieża z arkadowymi prześwitami, nakryta ostrosłupowym hełmem z chorągiewką.
Obecnie ratusz jest siedzibą Urzędu Stanu Cywilnego oraz Muzeum Regionalnego Towarzystwa Miłośników Ziemi Trzebnickiej w Trzebnicy.